# James Sethian
James Albert Sethian (Washington, D.C., 10 de maio de 1954) é um matemático estadunidense.
É professor de matemática da Universidade da Califórnia em Berkeley, e chefe do Grupo de Matemática do Laboratório Nacional de Lawrence Berkeley do Departamento de Energia dos Estados Unidos.

## Livros
- Vortex Methods and Vortex Motion
- Level Set Methods: Evolving Interfaces in Geometry, Fluid Mechanics, Computer Vision and Materials Sciences
- Level Set Methods and Fast Marching Methods